# 古纳亚拉原住民区

1925年的庫納革命軍旗

古纳亚拉（Guna Yala，意思是庫納人的土地），舊稱聖布拉斯（San Blas），是巴拿馬的一個省级原住民区，位於該國東北部，北臨加勒比海。1938年自科隆省和巴拿馬省分出。面積2,341平方公里，2006年估計人口36,848人。首府盖希戈尔杜布。下轄3市。
庫納人在1925年對巴拿馬政府發動了一場革命，並獲得自治。